# Werner Arber
Werner Arber, švicarski mikrobiolog, genetik, pedagog, akademik in nobelovec, * 3. junij 1929.
Arber je leta 1978 skupaj s Smithom in Nathansom prejel Nobelovo nagrado za fiziologijo ali medicino za odkritje restrikcijskih encimov (restriktaz) in njihovo uporabo v raziskavah na področju molekularne genetike.
Sprva je predaval na Univerzi Južne Kalifornije, nato pa na Univerzi v Ženevi (1960–1970) ter nazadnje na Univerzu v Baslu (od 1971).
Je član Nacionalne akademije znanosti ZDA in Pontifikalne akademije znanosti.